# Bildwechsel

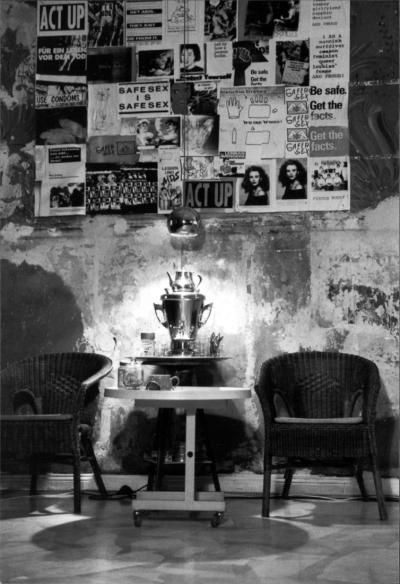
Bei bildwechsel

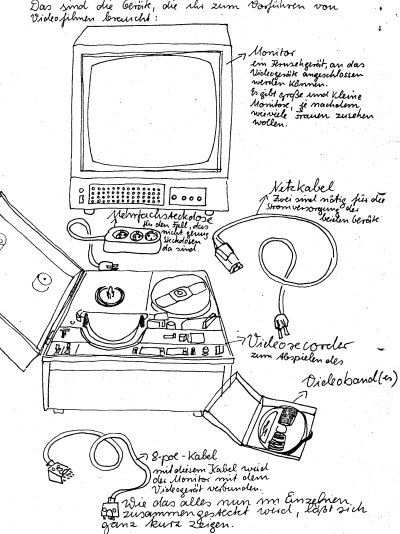
Anleitung für ein altes Halb Zoll Videogerät

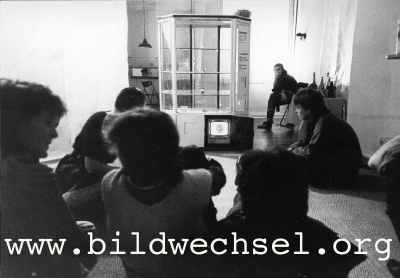
Videokabinett

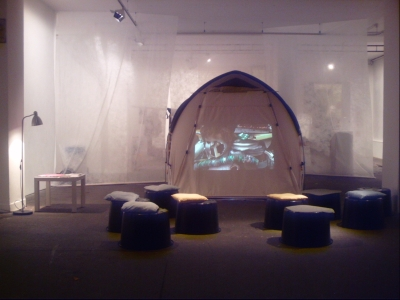
Live Video-Überspielung

Bildwechsel – Dachverband für Frauen, Medien, Kultur  (Eigenschreibweise: bildwechsel) ist seit 1979 ein selbstverwaltetes, nicht kommerziell ausgerichtetes Künstlerinnenprojekt. Bildwechsel ist ein Aktionsforum zur Vernetzung, mit umfangreichen Archiven zu Leben, Werk und zur Repräsentationsgeschichte von internationalen Künstlerinnen aller Zeiten. Die größte Sammlung ist die Videokollektion von über 10.000 (Stand 7/2018) Titeln, die einen Panoramablick von Künstlerinnen auf die Welt ermöglichen.

## Geschichte
Das Künstlerinnenprojekt Bildwechsel ist als Teil einer politischen Bewegung 1979 aus dem Hamburger Medienladen in der Tradition selbstorganisierter Medienprojekte hervorgegangen, zunächst als Frauenmedienladen Hamburg (auch: Frauenmedienladen Bildwechsel). Die 1970er Jahre waren, im Rückbezug auf die späten 1920er Jahre, von der Hoffnung auf Autonomie, Emanzipation und Gegenkultur bestimmt. Diese Hoffnungen verbanden sich mit dem damals noch neuen Medium Video. Es entstand ein Netz alternativer Medienzentren. In der aufkommenden feministischen Bewegung fand dann eine Neubestimmung des Videoaktivismus statt. Von der damaligen Videolandschaft blieben das Medienpädagogik Zentrum Hamburg und Bildwechsel.
Mit Druckmaschine, Film- und Videogeräten ausgestattet, stellten die Gründerinnen Videoarbeiten her, zeigten Filme und gaben Zugang zu Austausch, Know-how und Equipment. Sie erstellten einen Videokatalog und weitere Publikationen und erprobten einen nicht kommerziellen Videoverleih. Sybille Bauriedl veröffentlichte am 17ten September 2008 bei The Thing Hamburg das Interview Bildwechsel – Dachverband für frauen / medien / kultur in Hamburg. Dort wurden die technischen Möglichkeiten der Zeit in der Rostocker Straße beschrieben:

„Innerhalb der Hamburger Frauenszene war Bildwechsel selbstverständlich verortet und engagiert und hat z. B. Frauenstadtpläne produziert, in denen alle Frauenorte verzeichnet waren. Damals waren das über 60 Projekte. Wir hatten lange Zeit einen Zentrumsanspruch – schon aufgrund unserer guten technischen Infrastruktur, die Videogeräte, das Fotolabor, die Druckmaschine. Das war toll. Die ersten Ausgaben der Hamburger Frauenzeitung wurden z. B. bei uns gedruckt.“

Im Zentrum der Aktivitäten standen Videoproduktionen, Veranstaltungen und Projekte, die an einer kritischen, feministischen Medienkultur arbeiteten.

„Angefangen als Medienladen, ist das Projekt heute nicht nur ein Archiv für audio-visuelle Medien, sondern auch eine Idee, die in Warschau oder Glasgow Fuß gefasst hat. […] Am Anfang stand die Idee eines Medienladens, der auf der Suche nach neuen technischen Ausdrucksmöglichkeiten war. Frauen aus vielen Städten kamen hier zusammen, um zu arbeiten, Videos und Veranstaltungen zu machen. Das finde ich bis heute bewegend. Aber das war nicht auf Dauer zu halten, da sich auch der Umgang mit der Technik geändert hat. So hat Bildwechsel sich von einer sehr engagierten Autorinnengemeinschaft, von Aktionen mit Medien hin zu einem Archiv und einer Bibliothek entwickelt.“

## Technik
Angefangen mit dem Portapak – dem ersten tragbaren Videogerät mit Kamera und Recorder – haben die Videoformate und Materialien seit der Einführung von Videotechnik bei Bildwechsel ständig gewechselt.
Es gab verschiedene Videokrisen, mit dem Bandmaterial, der Haltbarkeit oder der Mechanik. Die Bänder müssen immer wieder gespult und überspielt werden, um mit der jeweils aktuellen Technik gesehen werden zu können. Alte Geräte werden erhalten, um die Arbeiten in den Formaten ihrer Entstehungszeit zu sehen oder zu bearbeiten. Ab 1996 wuchs die Arbeit für die Bestandserhaltung und seit 2006 gab es dann einen musealen, aber technisch noch funktionsbereiten Videogerätepark aus Maschinen früherer Videoformate – hybrid zusammengeschlossen mit den aktuellen technischen Möglichkeiten.
Das Videomuseum ist das Restaurationslabor der audiovisuellen Medien von Bildwechsel und wurde 2006 – als Konsequenz und aus der Verantwortung für die der Videokollektion übergebenen Videos und Filme – eingerichtet. Im Einzelnen sind das Performancevideos, Infobänder (heute: Tutorial), Agitationsvideos, Dokumentationen, Livemitschnitte, Homevideos, Videoessays, Spielfilme, Videotagebücher und Kunstvideos. Ein Schwerpunkt liegt auf künstlerischen Experimenten mit audiovisuellen Medien und besonders auf engagierten, selbstproduzierten Arbeiten.

„Selbstgemacht und selten: das sind die Filme. […] Die Filme, die heute Abend gezeigt werden, werden so einfach und schnell nicht wieder zu sehen sein. Es sind Filme, die Frauen unkontrolliert und unabhängig übers Frausein gemacht haben. Es sind Filme für Frauentage und Feiertage und Werktage.“

## Arbeitsweise
Freiwillige Arbeit und Beiträge von über 200 Künstlern pro Jahr sind die Basis der Aktivitäten. Der Hintergrund der Archive ermöglicht es, Bildwechsel jeweils als Künstlerinnengruppe, als gemeinsames Studio oder Atelier zu begreifen, wo Materialien, Bücher und Videos als Anregungen und zur Kontextualisierung eigener Produktionen wirken können.

„Die Anregung für den Bubenball ziehen die Veranstalterinnen aus Zeitschriften wie Die Freundin, Die Frauenliebe oder Garçonne, die in den 1920er Jahren ein neues emanzipiertes Frauenbild etablierten.“

Ausgehend von den seit 1997 bezogenen Räumen in der Nähe des Hamburger Hauptbahnhofes mit wöchentlichen Öffnungszeiten, arbeiten weitere sogenannte „Bildwechsel Bases“ eigenständig in Berlin, Glasgow und Basel. Bildwechsel entwickelt modellhafte Formate, mit denen gesammelte und neu produzierte Materialien öffentlich gezeigt und vorgestellt werden können. Die Frage nach Repräsentationen, nach internationalen Systemen und strukturellen Unklarheiten in Bezug auf die Organisation von Gender und Kunst ist auch die Frage nach dem Spielraum in diesen Modellen. So entstand auch die virtuelle Galerie Helga Broll, die Performancegruppe Evi Nic und C, die für Bildwechsel das Galeriespiel, den Bubenball oder die vegane Oper, entwickelt haben. Kooperationen z. B. mit dem Informationsdienst der Cyberfeministischen Konferenz, dem Frauenkulturlabor Thealit, dem Kunstraum Kaskadenkondensator, dem Queer Institut oder der Kunsthistorikerinnentagung.

„Eben, wir sind ja auch noch ein Künstlerhaus, wir haben die Galerie Broll als eine sehr bewegliche Galerie, die mal als Verbindung zwischen Hamburg und Basel angesetzt war, damit Bildwechsel die Schwierigkeit, auch Ausstellungen zu organisieren, vom Hals hat, obwohl es Teil von Bildwechsel ist. Solche unheimlich geschickt-ungeschickten Schachzüge machen wir immer wieder. Von Marianne Wex haben wir z. B. Fotos fürs Archiv bekommen – die Originale ihres in den 80ern weit verbreiteten Fotobuchs zu weiblicher und männlicher Körpersprache als Folge patriarchalischer Herrschaft. Sie hat quasi eine Anordnung gemacht über komplizierte Sachverhalte und Machtverhältnisse. Wir haben diesen Ansatz reaktualisiert in Zusammenarbeit mit Antke Engels Queer Institut. Ein anderes Beispiel ist die Interviewreihe zu Reaktualisierungen mit Performerinnen der Vorbildgeneration.“

Bildwechsel ist offen für Projekte, Vorhaben, Veranstaltungen und Kooperationen und inspiriert seine Projekte an den Fragen der mitarbeitenden Aktiven. Für bildwechsel ist das Reaktualisieren von Ideen, Formen, Filmen und Zusammenhängen und ein mitreflektieren historischer Bezüge ein künstlerisches Umgehen mit Material und zeitgemäße künstlerische Praxis. Mit jeder Sammlung wird ein Projekt lanciert.

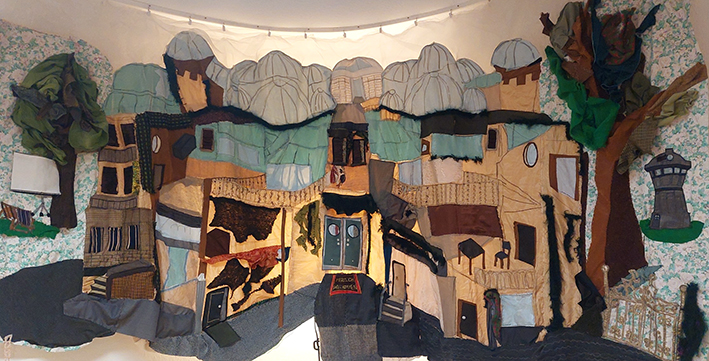
Textile Adaption des Bildwechsel-Videoschlosses von Stef. Engel (2022)

„Durch unsere Vernetzungsarbeit sind aktuelle Themen in das Archivierte eingeflossen.“

Seit 2006 wird der Künstler*innenbasierte Sammlungs- und Aktionsschwerpunkt ständig erweitert. Es gibt eigene Sammlungen und Präsentationen mit Produktionen in trans*, queer und intersexuellen Kontexten, zur Hamburger Off-Kunstorte-Szene oder auch eine Sammlung mit gegebenem Material von Künstlern, die bei bildwechsel archiviert und gefunden werden möchten. Im Internet vernetzt ein Künstlerinnenportal und verschiedene online Aktionen und ein virtuelles Präsentationsmodell für einen Teil des Bestandes – dem Videoschloss.